# Corethrella cardosoi
Corethrella cardosoi är en tvåvingeart som beskrevs av Lane 1942. Corethrella cardosoi ingår i släktet Corethrella och familjen Corethrellidae. Inga underarter finns listade i Catalogue of Life.